# گزارش خاورمیانه
گزارش خاورمیانه(به انگلیسی: The Middle East Report) مجله‌ای است که توسط پروژه تحقیقات و اطلاعات خاورمیانه (مریپ) منتشر می‌شود. دفتر مرکزی در تاکوما، واشینگتن است.

## تاریخچه و مشخصات
پروژه تحقیقاتی و اطلاعاتی خاورمیانه، در سال ۱۹۷۱ با انتشار یک خبرنامه شش صفحه ای برنامه‌ریزی شده نامنظم به نام گزارش‌های مِریپ آغاز شد. در سال ۱۹۷۳، گروه شروع به انتشار این خبرنامه بر اساس برنامه‌ریزی کرد.
در نسخه آنلاین خود، گزارش خاورمیانه در حالت دسترسی ترکیبی در دسترس است، برخی از مقالات دسترسی آزاد و برخی دیگر به اشتراک پولی نیاز دارند. اشتراک، نسخه‌های آنلاین و چاپی را پوشش می‌دهد.

## نظرات
این مجله همواره از اسرائیل، صهیونیسم و روابط خارجی ایالات متحده در خاورمیانه انتقاد می‌کند. در سال ۲۰۱۴، سردبیر آن نوشت:
سیاست خارجی ایالات متحده وضعیت فاجعه بار در خاورمیانه معاصر را تشدید می‌کند. اگرچه خطوط سیاسی جهان از زمان فروپاشی اتحاد جماهیر شوروی و جنگ خلیج فارس در سال ۱۹۹۱ به شدت تغییر کرده‌است، اما اهداف ایالات متحده در منطقه ثابت مانده‌است: کنترل جریان نفت، جلوگیری از رشد جنبش‌های ملی گرایانه و چپ عربی و همچنین برای محافظت از اسرائیل.

## خوانندگان
این مجله در ایالات متحده، اروپا، خاورمیانه و به صورت آنلاین در سراسر جهان در دسترس است.

## کارکنان
تا سال ۱۹۹۵، جو استورک سردبیر این نشریه بود.